# Élections législatives danoises de septembre 1953
Les élections législatives danoises de septembre 1953 ont eu lieu le 22 septembre 1953. Elles sont les premières élections législatives à se tenir sous la nouvelle constitution.

## Système électoral
Les 179 députés du Folketing sont élus au suffrage universel direct pour un mandat de quatre ans via un système électoral mixte associant un scrutin proportionnel plurinominal dans le cadre de circonscriptions associé à une répartition par compensation.
Les 179 députés sont répartis comme suit, :
- 175 pour le Danemark propre ;
- 2 pour les Îles Féroé ;
- 2 pour le Groenland.

## Résultats

### Danemark métropolitain
| Inscrits                     | Inscrits                 | Inscrits                 | 2 694 833 |             |                       |                       |
| Abstentions                  | Abstentions              | Abstentions              | 522 797   | 19,4 %      |                       |                       |
| Votants                      | Votants                  | Votants                  | 2 172 036 | 80,6 %      |                       |                       |
|                              |                          |                          |           |             |                       |                       |
| Bulletins enregistrés        | Bulletins enregistrés    | Bulletins enregistrés    | 2 172 036 |             |                       |                       |
| Bulletins blancs ou nuls     | Bulletins blancs ou nuls | Bulletins blancs ou nuls | 5 645     | 0,26 %      |                       |                       |
| Suffrages exprimés           | Suffrages exprimés       | Suffrages exprimés       | 2 166 391 | 99,74 %     | 175 sièges à pourvoir | 175 sièges à pourvoir |
|                              |                          |                          |           |             |                       |                       |
| Liste                        | Tête de liste            |                          | Suffrages | Pourcentage | Sièges acquis         | Var.                  |
| Sociaux-démocrates           | Hans Hedtoft             |                          | 894 913   | 41,31 %     | 74 / 175              | 13                    |
| Venstre                      | Erik Eriksen             |                          | 499 656   | 23,06 %     | 42 / 175              | 9                     |
| Parti populaire conservateur | Ole Bjørn Kraft          |                          | 364 960   | 16,85 %     | 30 / 175              | 4                     |
| Parti social-libéral danois  | Jørgen Jørgensen         |                          | 169 295   | 7,81 %      | 14 / 175              | 1                     |
| Parti communiste du Danemark | Aksel Larsen             |                          | 93 824    | 4,33 %      | 8 / 175               | 1                     |
| Parti de la justice          | Direction collégiale     |                          | 75 449    | 3,48 %      | 6 / 175               | 3                     |
| Parti indépendant            | Knud Kristensen          |                          | 58 573    | 2,7 %       | 0 / 175               | n/a                   |
| Parti du Schleswig           | Néant                    |                          | 9 721     | 0,45 %      | 1 / 175               | 1                     |